# Miss Distrito Federal 2007
O concurso que elegeu a Miss Distrito Federal de 2007 aconteceu no dia 25 de março de 2007 no Pontão do Lago Sul, Lago Sul. A vencedora foi Rafaela Studart Frota, do Lago Sul.

## Resultados
| Colocação                  | Candidata             | Representação |
| Miss Distrito Federal 2008 | Rafaela Studart Frota | Lago Sul      |
| 2º Lugar                   | Ludmila Bastos        | Águas Claras  |
| 3º Lugar                   | Lívia Nepomuceno      | Lago Norte    |